# Pilot Brothers: On the Track of Striped Elephant
Pilot Brothers: On the Track of Striped Elephant (Russe: Братья-Пилоты. По следам полосатого слона) et un jeu vidéo russe de réflexion/puzzle développé par Gamos et édité par 1C Company sortie en 1997 sur Windows et réédité sur Android, iPad et iPhone par G5 Entertainment le 25 novembre 2012, il est le deuxième de la série de jeux vidéo russe des Pilot Brothers

## Synopsis
Le joueur joue deux frères détectives à la recherche d'un éléphant à rayure rare nommé Baldakhin qui s'est enfui d'un zoo russe, votre principal suspect est Karbofoss un dompteur

## Réception
Ce jeu a reçu de plutôt bonnes critiques, par exemple Adventurearchiv lui donne la note de 75 sur 100 